# Lenucijev fitness park
Lenucijev fitness park, poznat i kao Adrenalinski park:6 ili Smogovac, tematski je javni park u zagrebačkoj Lenucijevoj potkovi. Nalazi se u Ulici Grgura Ninskog, odnosno na zapadnom kraju Glavnog kolodvora; mjestu bivših baraka Crvenoga križa. Park je namijenjen dnevnome boravku i rekreaciji odraslih, pa se u njemu nalaze sprave za vježbanje i klupe za odmor. Projektirao ga je 2013. godine Branko Silađin, a otvoren je 3. lipnja iste godine.
Pristupi parku otvoreni su s 5. perona kolodvora na jugu, iz Ul. Grgura Ninskog na istoku, iz parkirališta pored Mihanovićeve ulice na sjeveru te iz šetnice oko Botaničkoga vrta, preko pješačkoga Mosta zaljubljenih, na zapadu.

## Povijest

### Prihvatilište u barakama
Područje između današnje Mihanovićeve ulice i željezničke pruge u drugoj generalnoj osnovi Zagreba iz 1887. godine predviđeno je za javni park u sklopu Lenucijeve potkove. Ipak, zbog slabe povezanosti s Trnjem na prostoru se odlučilo izgradiji vijadukt, a površina nesuđenoga parka privremeno je uređena za klizalište i tenis, s tek djelomičnom parkovnom površinom na mjestu budućeg Starčevićeva trga. Planovi vijadukta s vremenom su propali, a sportski je teren za vrijeme Prvoga svjetskog rata »onečišćen […] i znatno oštećen od putujućeg civilnog i vojničkog osoblja«. Godine 1918. na području je parka stoga uređena »privremena baraka, kao skrovište i prenoćište za putujuće općinstvo, koje si eventualno ne može naći konak«. Nedugo nakon, i površine sjeverno regulatornom su osnovom predviđene izgradnju, pa se na njima 1925. gradi Hotel Esplanade, a zapadno od njega 1928. palača SUZOR-a. Barake su nastavile služiti zbrinjavanju ubogih i beskućnika. Tijekom Drugoga svjetskog rata u nanovo izgrađenim drvenim barakama smješteni su njemački vojnici u tranzitu, a poslije rata dodijeljene su Crvenome križu, koji je ondje potom osnovao trajno prenoćište i lokaciju za privremeni smještaj.
Većina korisnika prenoćišta u drugoj polovici 20. stoljeća bili su »osobe asocijalnog ponašanja, alkoholičari i osobe starije životne dobi, osobe s prebivalištem iz drugih gradova koje su se zatekle na području Grada do povratka u mjesto prebivališta te osobe otpuštene s izdržavanja zatvorske kazne.« Aktivnosti prenoćišta financirala je Samoupravna interesna zajednica socijalne zaštite Grada Zagreba.
Zakon o socijalnoj skrbi donesen 1991. godine, nakon osamostaljenja Hrvatske, sustav socijalne skrbi postao je centraliziran, a beskućnici nisu bili uvršteni u propise, čime je prekinuto obvezatno javno financiranje prenoćišta. Budući da državne institucije nisu uspijevale samostalno skrbiti korisnike prenoćišta, Republički fond socijalne zaštite sklopio je ugovor s Crvenim križem Zagreba koji ga je obvezao na plaćanje noćenja za korisnike preusmjerene ondje iz centra za socijalnu skrb. Barake su s vremenom dotrajale te »nisu pružale ni osnovne higijenske uvjete« za svoja maksimalna 72 korisnika, a zbog toga i zbog opasnosti od urušavanja Crveni je križ podnio zamolbu Gradu za dodjelu novih prostora. U lipnju 2010. godine konačno je omogućena selidba korisnika u adaptirane objekte Dobrog doma u Velikoj Kosnici, uz sredstva dostupna za dodatnu prilagodbu prostora. Korisnici prenoćišta u barakama na novu su lokaciju premješteni u prosincu 2010. godine.

### Izgradnja parka
Nakon što su barake 2010. godine napuštene, vrlo su brzo došle u potpuno derutno stanje i počele se urušavati. Nedugo nakon postale su zagađene otpadom te su korištene za parkiranje automobila, a u njima je 2012. izbio i požar. Gradska uprava odlučila je još 2011. godine »očistiti i urediti« barake, prema navodu Davora Jelavića, koji je tada bio pročelnik Gradskog ureda za prostorno uređenje i gradnju. Konačno rušenje objekata obavljeno je doduše tek u listopadu 2012. godine, a taj prazan prostor poslije toga je rabljen kao divlje parkiralište. U stopu s rušenjem, platforma 1postozagrad pokrenula je inicijativu za uređenje novog javnog parka na lokaciji, koja je dobila podršku od »stotinjak strukovnih i drugih udruženja i istaknutih osoba te više od 1300 građana putem online peticije.« Usporedno s inicijativom, u medijima se pojavila informacija da bi prostor mogao biti prenamijenjen u formalno parkiralište, no gradonačelnik Milan Bandić rekao je za medije u veljači 2013. da to »ne dolazi u obzir« te je objavio da će se ondje napraviti park sa »što manje asfalta«. Platforma je objavila da su građani »izborili novi park« i zahvalila potpisnicima inicijative, no kritizirala je odluku da se projektu uskrati javni natječaj za idejna rješenja, »čime se već u startu zakida njegov potencijal«, prema mišljenju urbanista Saše Šimprage.
Bandić je za izradu projekta parka upitao arhitekta Branka Silađina, a ideja za stvaranje fitness parka došla je na prijedlog Vijeća gradske četvrti Donji grad potaknutog inicijativom novoosnovanog Hrvatskog street workout saveza; vijeće je pak prijedlog lokacije dobilo od Društva arhitekata Zagreba, u sklopu DAZ-ovog tada aktualnog projekta Akupunktura grada. Nakon radnog naziva »Krpanje Lenucija«, Silađin je u konačnici odlučio nadjenuti projektu radno ime »Lenucijev fitness park«. Zbog male prisutnosti sličnih lokacija u Hrvatskoj, a velike u inozemstvu, Silađin je oblikovao lokaciju kao tematski park za rekreativnu vježbu odraslih, a ujedno mu je sinulo mostom ga povezati sa »slabo posjećenim« Botaničkim vrtom, kako bi se u njega dovelo više ljudi.
Park je 3. lipnja 2013. godine otvorio gradonačelnik Bandić, a vrijednost dotadašnjih radova iznosila je 2,5 milijuna kuna (330 tisuća eura).

#### Projektiranje
Silađinova zamisao parka zadržala je postojeće visoke ograde i stabla, oko kojih je zamislio travnjake, mjestimične »medaljone« sezonskih cvjetnjaka i grmove uz sjeverne i zapadne ograde. Dvanaest sprava za rekreaciju, poput sprava za hodanje i sprava za okretanje dlanom, zamišljene su s antitraumatskom podlogom od reciklirane gume, a ostale šetne površine kao makadam.
S obzirom na to da je u pitanju tematski park za odrasle, u početku je predviđeno da on bude dostupan isključivo danom, a noći zaključavan. Shodno tomu, predviđena mu je i oskudna rasvjeta te videonadzor.

#### Imenovanje
Nakon objave projekta, platforma 1postozagrad otvorila je javni natječaj za ime parka, budući da mu ono nije nadjenuto na inicijativu grada. Natječaj je zamišljen kako bi se iz prijedloga javnosti izdvojilo ime, koje će se zatim predložiti Odboru za imenovanje naselja, ulica i trgova. Žiri natječaja sačinjavali su Aleksandar Hut Kono, Tvrtko Jakovina, Snješka Knežević, Predrag Matvejević i Edo Popović. Nakon mjesec dana, zaprimljeno je 80 prijedloga, a žiri je izdvojio imena Smogovac za originalnost te Park nomada za poetičnost, koje se planiralo predložiti nakon provedenih izbora. Kao i na poziv za raspisivanje javnog natječaja za idejna rješenja, piše povjesničarka umjetnosti Snješka Knežević, »na [to] se sve gradska vlast oglušila,« a park 2025. godine i dalje nije službeno imenovan.

## Most zaljubljenih
U projektu parka, Silađin je predvidio i pješački most preko Miramarskog podvožnjaka. Most je projektiran kao čelični Vierendeelov nosač, s hrastovim daščanim podom i ogradom od kaljenog i lameliranog stakla visokom 2 metra, osvjetljen LED svjetlima postavljenima u razini rukohvata. Duljina je mosta 17,5 metara, a širina 2 metra. Zbog visinske razlike u površinama parka i vrta, koji je 1,6 metara niži, zamišljena je isprva kao rampa na većoj površini vrta, no uslijed pregovora s PMF-om, vlasnikom vrta, projektirane su stepenice i dizalo za invalide. Budući da visinska razlika i građevni projekti u vrtu nisu bili predviđeni lokacijskom dozvolom, izgradnja mosta kasnila je za uređenjem parka, iako je namjera bila oboje dovršiti istovremeno.
Konačna konstrukcija mosta bila je duga 22 metra i teška 10 tona, a dovezena je putem Vukovarske ulice i montirana između 19:00 i 20:00 sati 13. kolovoza 2015. godine. Montaži mosta uslijedilo je učvršćivanje i postavljanje staklenih ograda, zbog čega je do 15. kolovoza zatvorena Miramarska cesta, a dodatno se uređivanje uz posebnu prometnu regulaciju nastavilo do 21. kolovoza. Ukupna vrijednost mosta iznosila je 950 tisuća kuna (126 tisuća eura), a radove je izvršavala tvrtka Titan Constructa. Montaži mosta prisustvovao je gradonačelnik Bandić s medijima, pritom rekavši: »Ovo neka se zove Most zaljubljenih. Ja sam dao taj naziv, a vi ako imate bolji recite.«

### Kritike
Most je bio predmet kritika. Knežević je u komentaru za Telegram propitkivala trošenje novca i svrhu mosta (»dekorativnog detalja«), za koji je smatrala da zbog pogrešne procjene funkcije fitness parka neće ispuniti namjeru dovođenja posjetitelja Botaničkome vrtu. Također je negativno ocijenila izbor izgradnje mosta umjesto spuštanja željezničke pruge pod zemlju iz funkcionalne perspektive, kao dugotrajnog rješenja za problem protočnosti podvožnjaka, za što je već izrađena studija autora Nenada Fabijanića i Damira Pološkog. Predsjednik DAZ-a Teo Budanko izjavio je da »za intervencije u javni prostor mora postojati konsenzus struke«, komentirajući da »direktno naručene« inicijative arhitekata nisu primjereno rješenje za projekte od javnog interesa. Vedran Ivanković, profesor na Arhitektonskom fakultetu u Zagrebu, komentirao je da »most nema nikakvog smisla jer je teren na samo 50 metara potpuno ravan te ga je moguće jednostavno i normalno pješice prijeći preko pješačkog prijelaza u neposrednoj blizini, u Mihanovićevoj ulici,« problematizirajući pritom rezanje stare ograde Botaničkog vrta koje je bilo potrebno za montažu mosta. Povjesničarka umjetnosti Željka Čorak ustvrdila je da most ne služi svrsi, jer Botanički vrt, s kojim most namjerava povezati korisnike fitness parka, »nije park nego je zeleni muzej, ima jedan kontrolirani ulaz«, napominjući i da je park otvoren tamo 6 mjeseci godišnje te nekoliko sati dnevno.

## Sjenata šetnica
Sjenata šetnica Antuna Heinza, uz južni rub Botaničkoga vrta, projekt je Maše Foretić Doležal za pješačku infrastrukturu koja izravno povezuje park s Runjaninovom ulicom, prvoj novogradnji u vrtu od početka 20. stoljeća. Natkrivena je pergolom i duga je 370 metara, a njezina izgradnja dovršena je u jesen 2019. godine, nakon čega su uz nju zasađene zbirke povijuša i penjačica. Šetnica ujedno predstavlja i nasljedni objekt bivše »laube« (od njem. laubengang), koja je iz vrta uklonjena 1920-ih. Cijena izgradnje bila je oko 3 milijuna kuna (398,2 tisuće eura), od čega je Grad Zagreb platio 2 milijuna kuna (265,4 tisuće eura).
Tijekom izgradnje šetnice, Botanički vrt otvorio je drugi ulaz preko Mosta zaljubljenih, no njezinim otvaranjem za javnost taj je ulaz trajno onemogućen. Kao razlog toj odluci iz Vrta su naveli da je »vrt […] posljednje dvije godine postao prolazištem i to nam je donijelo mnoge probleme, kršenja vrtnog reda, čak i krađe.«:6

### Plan i izgradnja
Šetnica je isprva zamišljena Generalnim urbanističkim planom kao biciklistička staza, koja bi prvo prolazila fitness parkom, a zatim nastavila preko mosta i pored vrta. Ipak, kako je Most zaljubljenih u konačnici s vrtom morao biti povezan stepenicama, ta zamisao nije mogla biti ostvarena bez izgradnje novoga mosta.
Idejno rješenje šetnice izrađeno je u suradnji s botaničarima zaposlenima u vrtu i konzervatorima. Šetnica je konstruirana od ciglenih stupova i drvenih nosača sa željeznim elementima. Uz nju su smješteni svjetlarnici s klupama te vidikovac u središtu šetnice. Na javnom natječaju za izvedbu odabrana je tvrtka Teh-gradnja. Radovi su svečano započeli 18. travnja 2018. u 14:00 sati, a predviđeno im je trajanje od 6 mjeseci. Ipak, sjenica je dovršena tek na jesen, s tehničkim pregledom za ishođenje uporabne dozvole krajem listopada, a u međuvremenu je započela sadnja biljaka. Svečano otvaranje šetnice za javnost održano je 29. lipnja 2020. godine u 13:00 sati u nazočnosti Bandića, prorektora SuZ-a Miljenka Šimprage, dekanice PMF-a Aleksandre Čižmešije i drugih. Tom je prigodom zasađena i ruža penjačica na prvoj sjenici s istočnoga kraja šetnice. Tom je prilikom Bandić predložio imenovanje šetnice prema Antunu Heinzu, utemeljitelju vrta.

## Vanjske poveznice
|  | Zajednički poslužitelj ima još gradiva o temi Lenucijev fitness park |

|  | Zajednički poslužitelj ima još gradiva o temi Most zaljubljenih |